# Кармадонское ущелье
Кармадо́нское (Геналдо́нское) уще́лье (осет. Гӕналгом) — ущелье в Северной Осетии. В ущелье протекает река Геналдон (бассейн Терека) горной системы Большого Кавказа. В верховьях ущелья находятся два ледника: Колка и Майли.
Ущелье находится на высотах от 750 до 1200 м над уровнем моря.
В ущелье присутствуют геотермальные источники и выходы минеральных вод.
Ущелье служит местом отдыха для жителей Владикавказа.
20 сентября 2002 года произошёл катастрофический сход ледника Колка. Масса из снега, льда и камней двигалась по ущелью со скоростью свыше 180 км/ч. В результате схода ледника был полностью уничтожен посёлок Верхний Кармадон, погибло более 100 человек, в том числе и съёмочная группа фильма «Связной» во главе с Сергеем Бодровым-младшим.
Через Кармадонское ущелье по леднику Майли проходит популярный альпинистский маршрут на гору Казбек.

## Фотогалерея

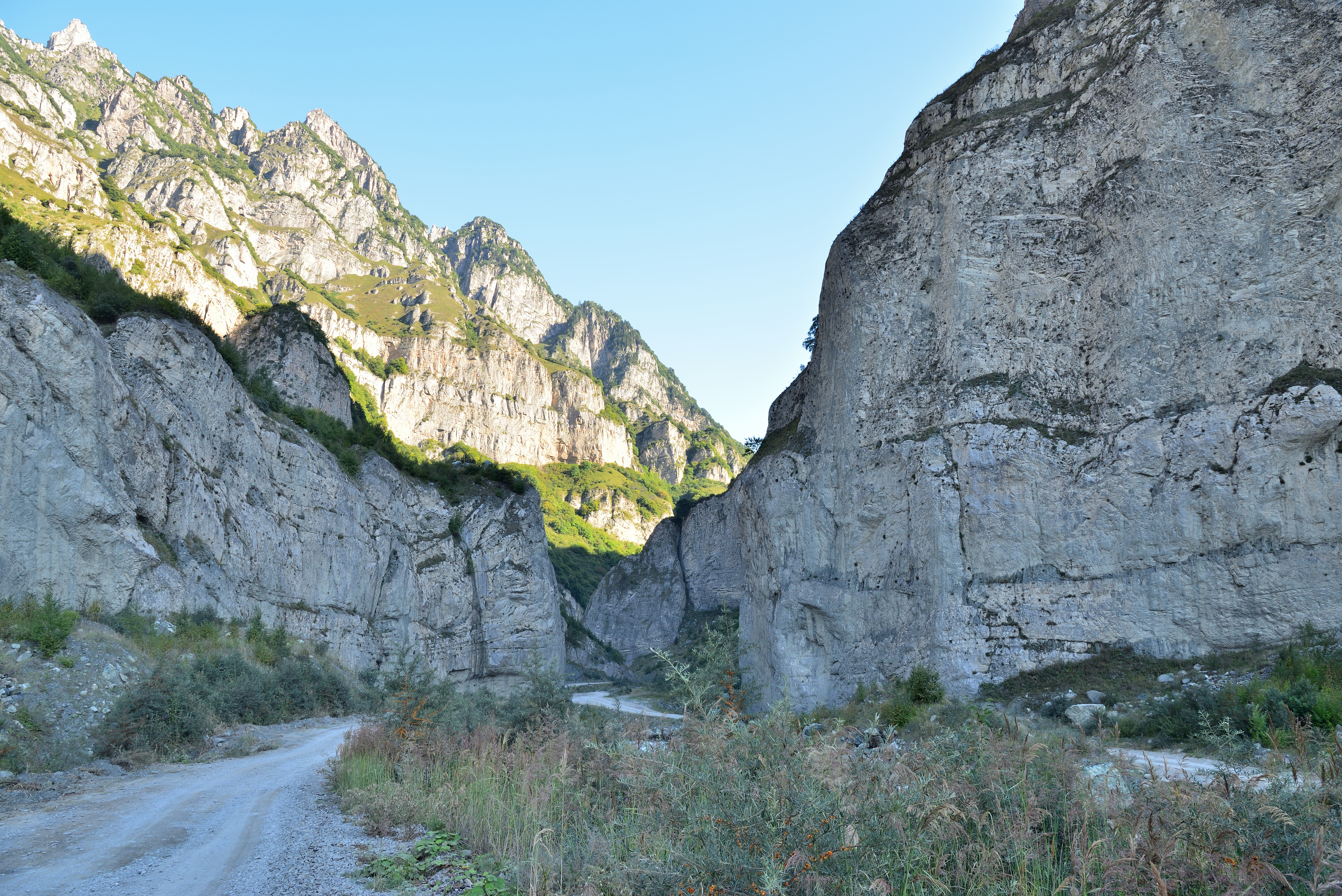
Сужение стен ущелья
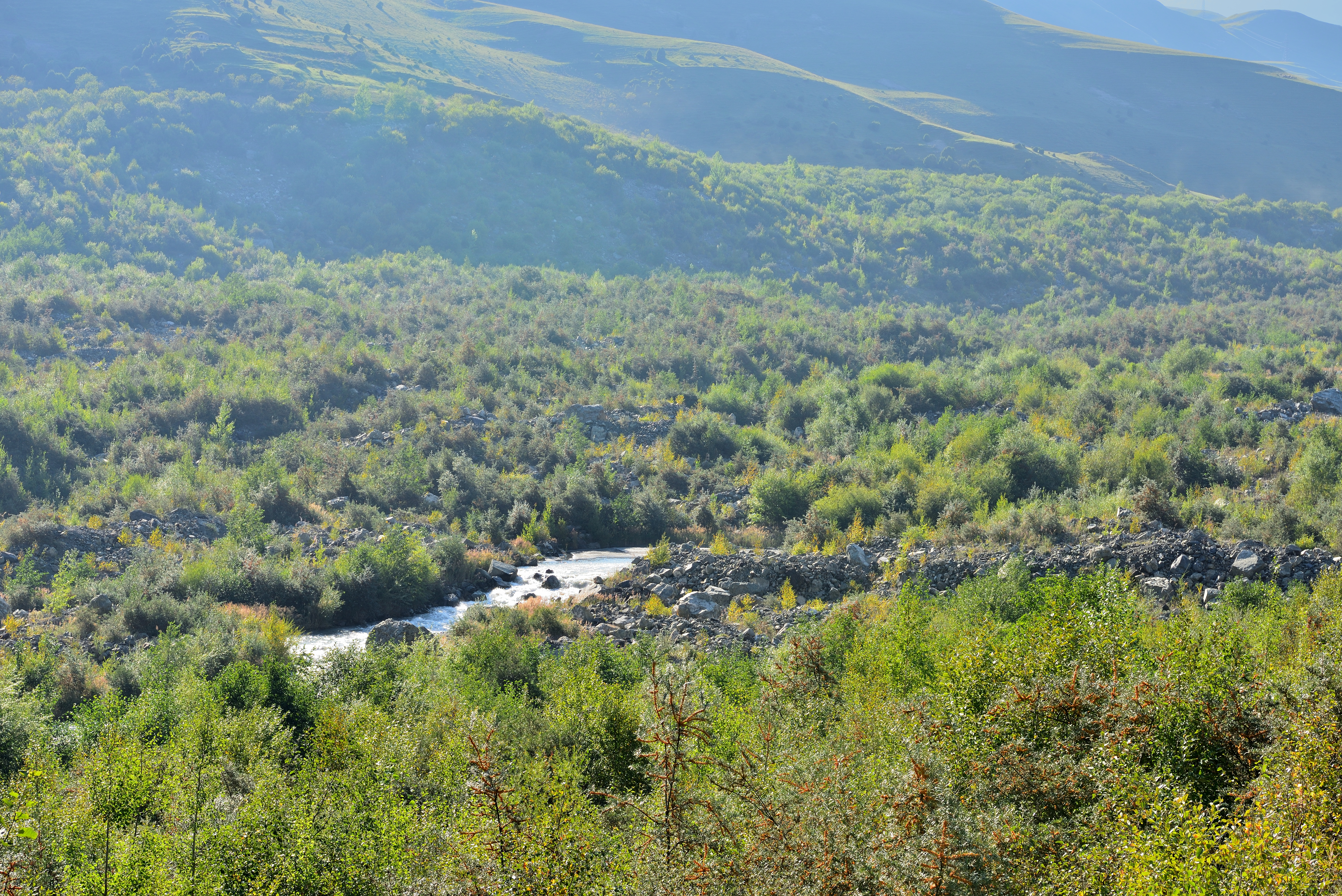
Засыпанный камнями участок ущелья после схода ледника Колка
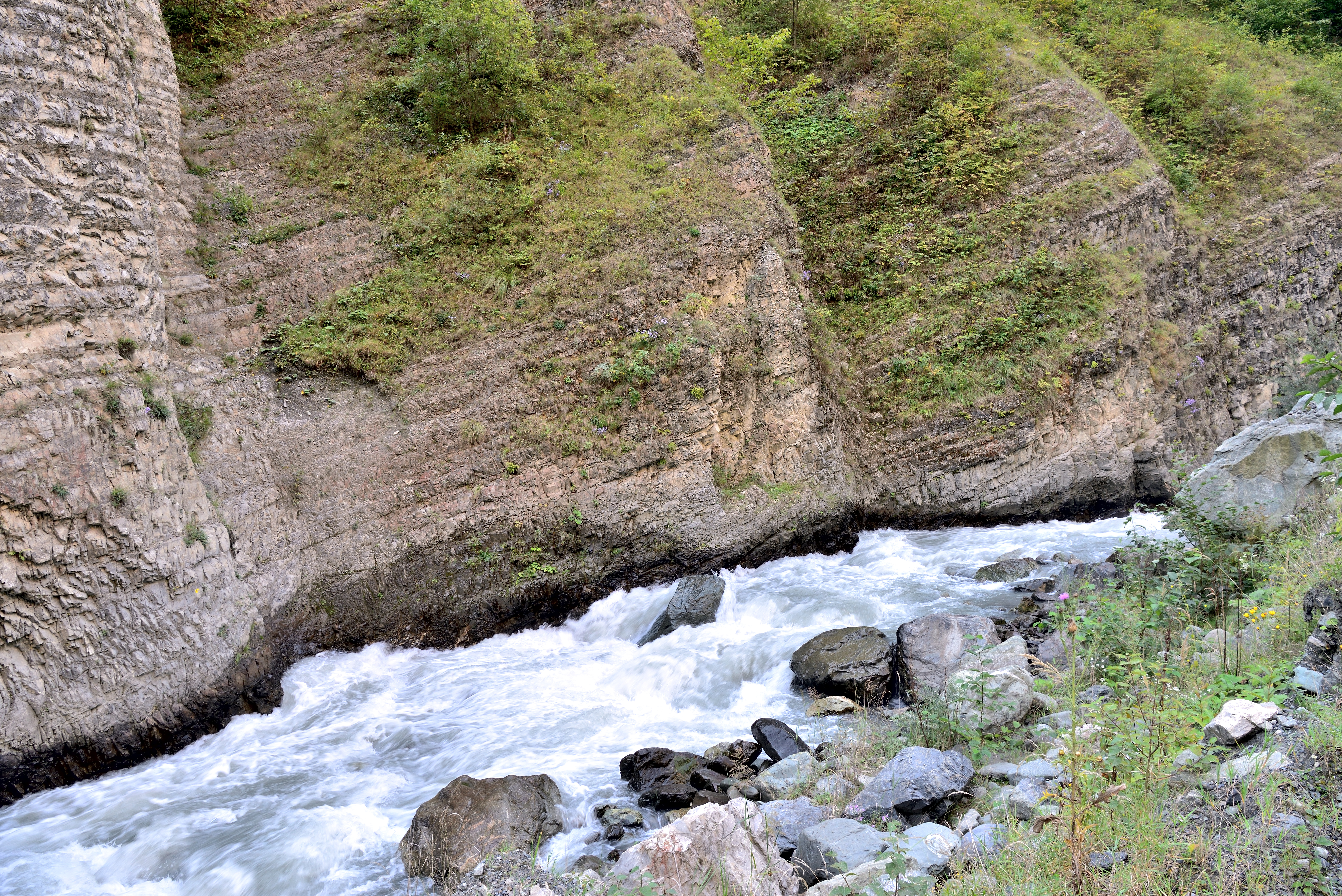
Следы схода ледника на стенах ущелья
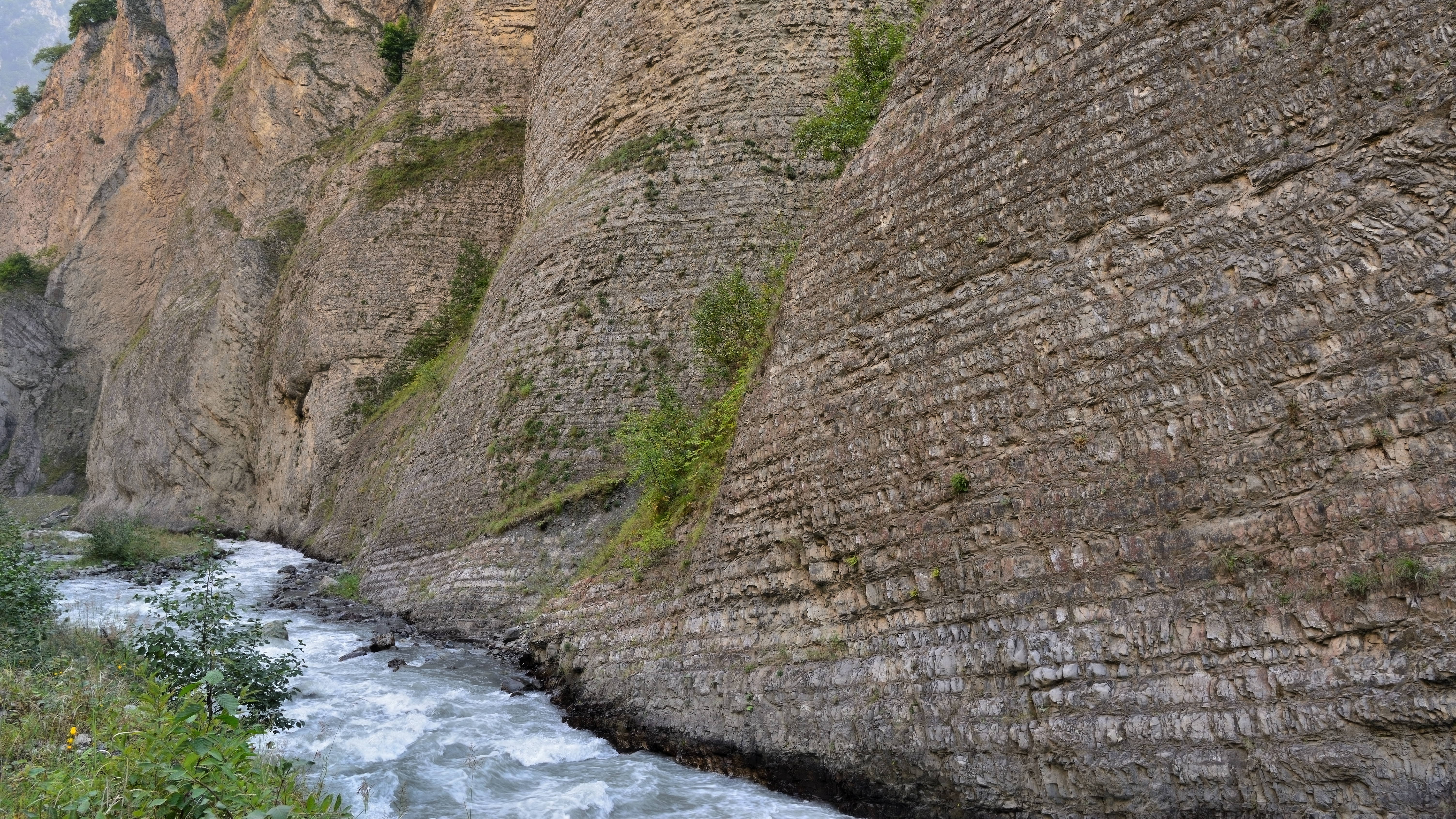
Стены ущелья после схода ледника
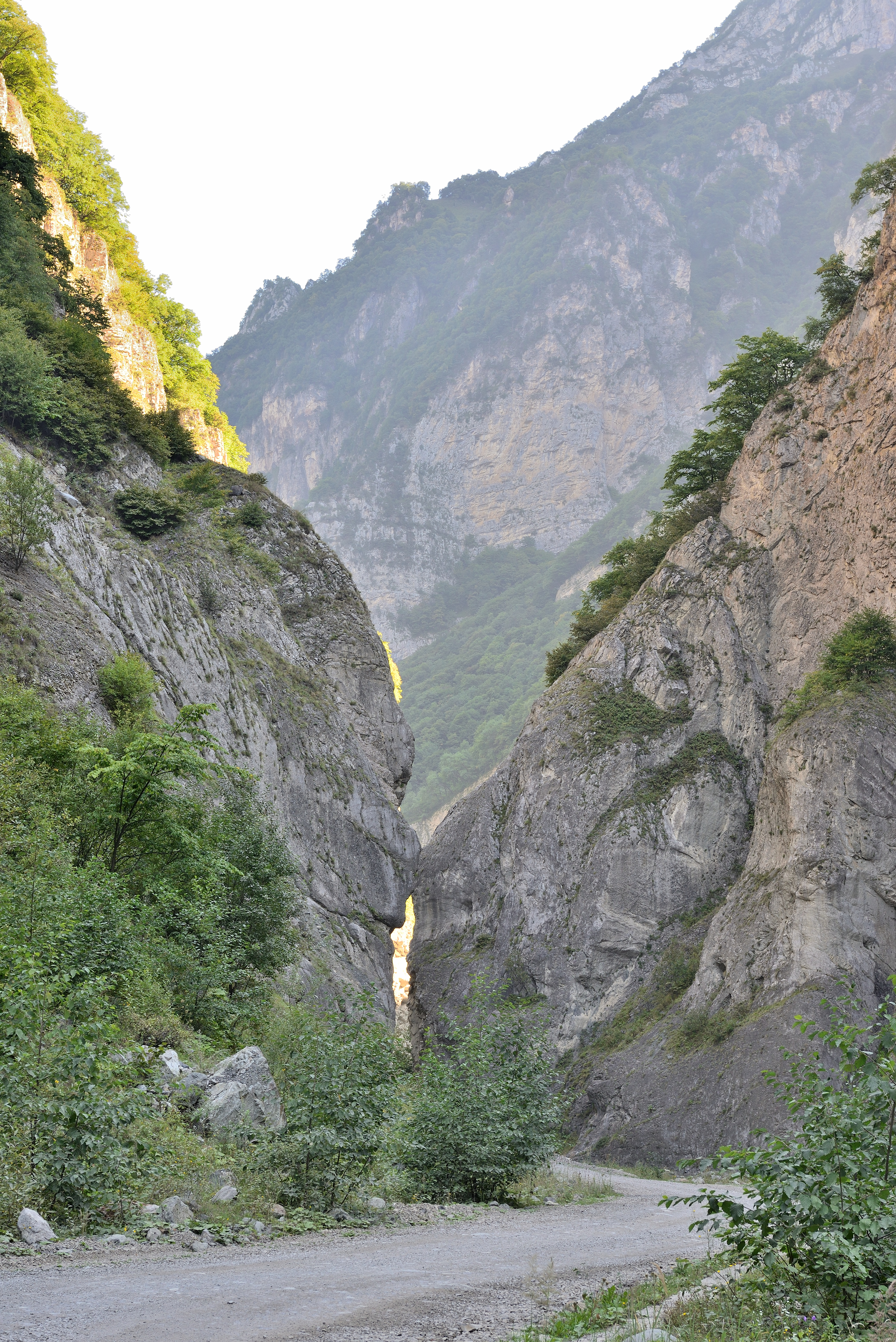
Сужение стен ущелья - горловина
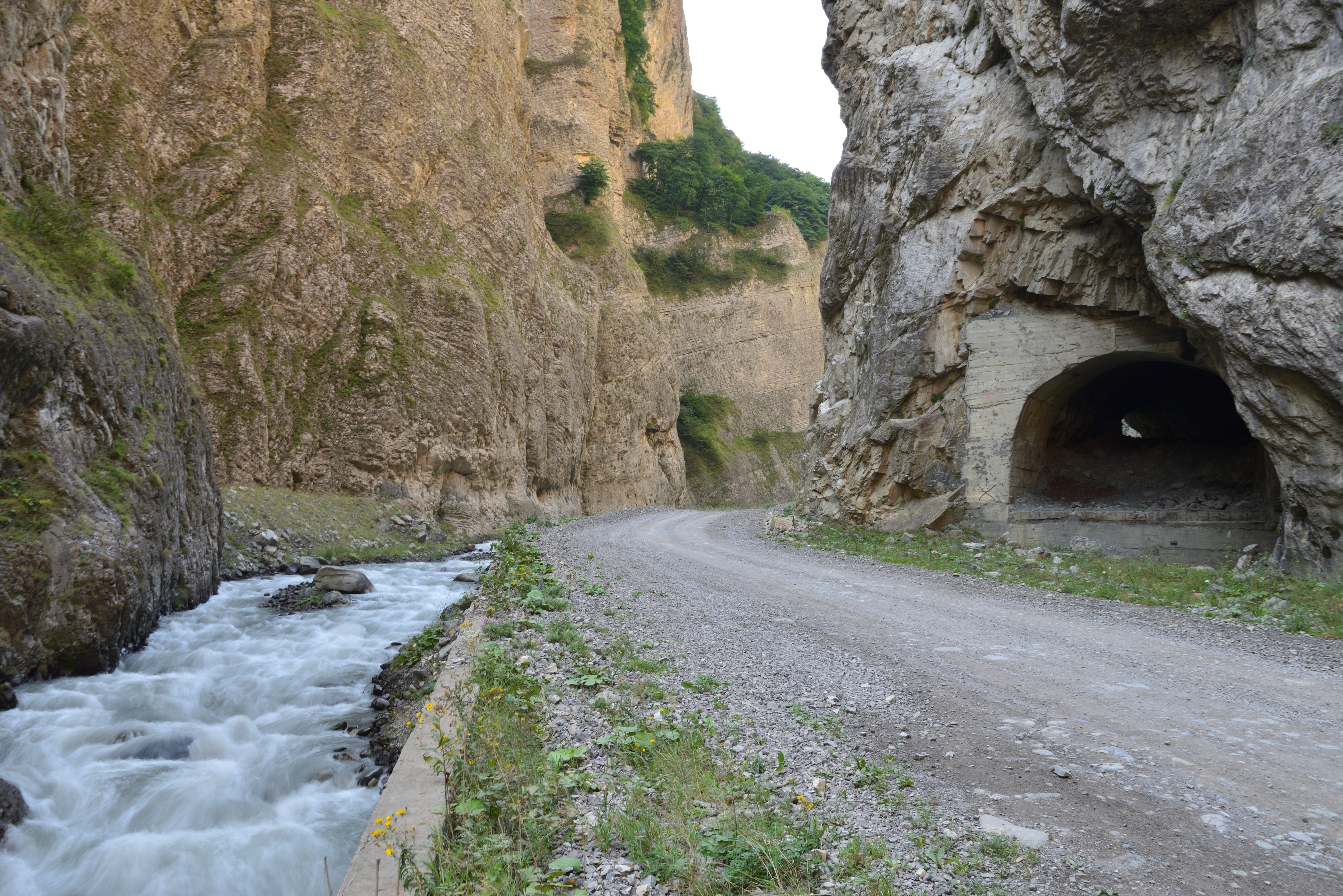
Участок восстановленной дороги в ущелье